# Ольхин, Александр Александрович (юрист)
Алекса́ндр Алекса́ндрович Ольхи́н (13 [25] октября 1839, Санкт-Петербург — 22 ноября [4 декабря] 1897, Белоостровская волость, Санкт-Петербургская губерния) — русский дипломат и юрист, коллежский асессор,  мировой судья, присяжный поверенный, политический ссыльный, поэт. Внук фабриканта А. В. Ольхина.

## Биография
А. А. Ольхин родился 13 (25) октября 1839 в Санкт-Петербурге, в дворянской семье. Старший сын генерал-лейтенанта А. А. Ольхина и начальницы Мариинского института в Санкт-Петербурге М. С. Ольхиной, урожденной Кусовой. Крещён 19 ноября в Симеоновской, что на Моховой, церкви. Восприемники: генерал от инфантерии, генерал-адъютант М. Е. Храповицкий и бабка родная, действительного статского советника Якова Козьмича Кайданова супруга Елизавета Николаевна.
Окончил Александровский лицей (1859), с правом на чин X класса. Коллежским секретарем определён на службу в ведомство Министерства иностранных дел. В 1861 году, с группой товарищей, в числе которых был и его младший брат — Сергей, избранный секретарём Совета воскресных школ С.-Петербурга и членом Совета комиссии по вопросу участия женщин в первоначальном образовании народа С.-Петербургского комитета грамотности, предложил столичному Тюремному комитету бесплатно обучать арестантов грамоте и сам преподавал в воскресных школах столицы до своего отъезда на службу в Болгарию.
Служил секретарем и драгоманом русского консульства в Видине (1861—1862), затем исправляющим должность вице-консула в Варне (1862—1865), находившихся в то время под турецким протекторатом. Высочайшим указом от 10.11.1861 пожалован кавалером ордена Святого Станислава 3 степени «в воздаяние отлично-усердной и ревностной службы» (служил в Видине); высочайшим приказом от 12.12.1862 за № 360, по Министерству иностранных дел и его ведомству, произведён, за выслугу лет, в титулярные советники, со старшинством с 7 (19) июня 1862 (служил в Варне); высочайшим указом от 19.04.1864, в воздаяние отлично-усердной службы и особые труды, пожалован кавалером ордена Святой Анны 3 степени (служил в Варне); высочайшим приказом от 29.11.1865 за № 26, по Министерству иностранных дел и его ведомству, уволен, по прошению, от службы и вернулся в С.-Петербург. Высочайшим приказом по Министерству иностранных дел от 30.12.1865 за № 28 и сенатским указом от 04.01.1866 за № 1, по Министерству иностранных дел и его ведомству, уже после отставки, произведён, за выслугу лет, в чин коллежского асессора, со старшинством с 7 (19) июня 1865 года.  
Будучи вице-консулом в Варне, 9 мая 1864 года стал автором известной записки о греко-болгарском вопросе, на которую особо обратил внимание митрополит Московский Филарет в своем письме к князю С. Н. Урусову  от 12-13 октября 1864 года.   
Определением С.-Петербургского дворянского депутатского собрания от 20 июня (2 июля) 1863 сопричислен к роду отца и внесен в 1 ч. ДРК. 
На основании Сенатского указа от 25.09.1867 за № 86678, о выборе дополнительных двенадцати мировых судей столицы, с 2 (14) октября 1867 утверждён мировым судьей 15-го участка (между Чернышевым переулком, ул. Разъезжей, ул. Глазовской, ул. Звенигородской, Загородным проспектом, ул. Гороховой и наб. р. Фонтанки) 3-го квартала, Московской части С.-Петербурга (1867—1868), и вступил в должность с 17 (29) октября 1867. Контора мирового судьи 15-го участка находилась У 5-ти углов, по Загородному проспекту, в доме Иванова, под № 20, кв. № 36. По другим сведениям, утверждён мировым судьей 15-го участка С.-Петербурга с 14 (26) апреля 1866. В должности мирового судьи, определением С.-Петербургской судебной палаты от 9 марта 1867 года, был приговорен к дисциплинарному наказанию, в виде устного предостережения, за злоупотребление и превышение полномочиями, оказанных им во время пожара в С.-Петербурге 6 июня 1866 года. Жалоба, поданная им в Сенат, определением кассационного департамента от 1 мая 1867 года, оставлена без удовлетворения, а решение судебной палаты о дисциплинарном наказании — в силе.    
C 1 (13) декабря 1868 состоял действительным членом С.-Петербургского славянского комитета (Славянского благотворительного о-ва), с 1869 по 1876 год — активный и деятельный член общества, избирался членом её комиссий, в 1876 пожертвовал в пользу ообщества древнюю икону Божией Матери в драгоценном окладе. 
С 1869 года — известный присяжный поверенный С.-Петербургской окружной судебной палаты. Его контора находилась у «Пяти углов», по Загородному проспекту, в д. № 20 (1870), затем по ул. Малой Итальянской, в д. № 12 (1875). Не состоя членом революционных организаций, им сочувствовал, оказывал судебную защиту, материальную и организационную помощь многим деятелям русского революционного движения, занимался революционной агитацией и просветительской деятельностью. Выступал как адвокат в ряде крупных политических процессов: «процессе нечаевцев», деле В. М. Дьякова, «процессе пятидесяти» и «Процессе ста девяноста трёх», в деле о демонстрации на Казанской площади 1876 года и др. 
Сотрудничал в нелегальных газетах «Начало», «Общее дело», «Земля и Воля»; в последней поместил своё стихотворение «У гроба», посвященное С. М. Кравчинскому и убийству начальника Третьего отделения Собственной Его Императорского Величества канцелярии Н. В. Мезенцова 4 (16) августа 1878 года. Принимал участие на панихиде-демонстрации 31 марта (12 апреля)  1878 года по застрелившемся после освобождения В. Засулич Григорию Сидорацкому.
В ночь на 3 (15) апреля 1879 года, после покушения А. К. Соловьева на Александра II, на квартире Ольхина в Санкт-Петербурге был произведён обыск, при котором были найдены запрещённые издания. Арестован 8 (20) апреля 1879 года в деревне Студенец Порховского уезда Псковской губернии, где жена его была учительницей. Привезён в Санкт-Петербург и содержался в Доме предварительного заключения.
15 (27) июля 1879 года освобожден из-под стражи на поруки матери. По распоряжению санкт-петербургского генерал-губернатора от 31 июля (12 августа)  1879 года выслан под гласный надзор в Вологодскую губернию. После освобождения жил в Белоострове, где с 19 (31) августа 1879 года по 22 августа (3 сентября)  1879 года состоял под негласным надзором. Выбыл 22 августа (3 сентября)  1879 года в Вологодскую губернию, откуда выслан 25 августа (6 сентября)  1879 года в город Яренск.
В октябре 1879 года возвращён и предан Санкт-Петербургскому военно-окружному суду по делу Л. Ф. Мирского по обвинению в укрывательстве его после покушения на А. Р. Дрентельна и в принадлежности к преступному сообществу. Судился с 15 (27) ноября 1879 года по 17 (29) ноября 1879 года и за недоказанностью обвинения был оправдан. 20 ноября (2 декабря)  1879 года отправлен в распоряжение вологодского губернатора и вновь выслан в город Яренск.
За противодействие распоряжениям полиции в марте 1880 года был перемещён под надзор в город Шадринск Пермской губернии, куда прибыл в мае 1880 года и где был привлечён к новому дознанию, возникшему 14 (26) мая 1880 года по обвинению в произнесении «дерзких слов против особы государя императора»; подвергнут одиночному тюремному заключению в течение месяца. По постановлению Особого совещания от 28 ноября (10 декабря)  1881 года срок пребывания под надзором полиции определён в четыре года, по 9 (21) сентября 1885 года. В декабре 1883 года оказал содействие бежавшим из Сибири С. Иванову, Л. Чемодановой, Тулузакову и др., за что срок надзора продлен ещё на два года. В Шадринске Александр Александрович устраивал лекции для взрослых и для детей на естественнонаучные и исторические темы, участвовал в любительских спектаклях, оказывал юридическую помощь крестьянам в их судебных тяжбах с землевладельцами. Выезжал в Екатеринбург, где завёл связи с редакциями газет. Народная учительница Варвара Александровна Ольхина (1850—1881), жена политического ссыльного, умерла в городе Шадринске.
По окончании гласного надзора в 1887 году переехал в Нижний Новгород, где сотрудничал в местной прессе, состоял под негласным надзором.
В 1889 году перемещён в своё имение в слободе Александровка у станции Белоостров, затем жил в Пскове, состоял присяжным поверенным при Псковском окружном суде. Освобождён от негласного надзора по циркуляру Департамента полиции от 21 февраля (5 марта)  1894 года и в октябре 1895 года получил разрешение жить в Санкт-Петербурге, где занимал место юрисконсульта в правлении общества Рязанско-Уральской железной дороги.
Александр Александрович Ольхин умер 22 ноября (4 декабря) 1897 от сердечной болезни. Был похоронен 26 ноября (8 декабря) 1897 в слободе Александровка (Мюллюнкюля) Белоостровской волости, Санкт-Петербургского уезда, при церкви Св. Троицы в Александровке. Церковь разрушена в годы Великой Отечественной войны, не восстановлена, территория находится в Сертоловском городском поселении Всеволожского района Ленинградской области. В апреле 1935 года все жители слободы были выселены. С 1936 по 1939 год здесь шло строительство советских железобетонных ДОТов, входящих в систему 22-го Карельского укреплённого района. Ныне там находится садоводство, входит в Сертоловское городское поселение Всеволожского района Ленинградской области. 

## Творчество
Основным направлением творчества Ольхина была революционная поэзия, что было обусловлено его радикальными взглядами, а также близостью к народникам. Печатался в различных журналах, в том числе и подпольных («Дело», «Русская мысль», «Земля и воля», «Начало»). Наиболее известным произведением Ольхина является переделанная им песня «Дубинушка», а также стихотворение «У гроба», посвящённое С. М. Кравчинскому.

## Происхождение
Василий Елизарович Ольхин (25.12.1709—14.12.1788), олонецкий купец, уральский заводчик, оставил сыновьям Василию и Александру большой капитал, позволивший им приобрести 22 238 десятин казённой, «пустопорожней» земли из 2-й части мызы Осиновая Роща и 10 000 из Белоостровской вотчины, западной границы которой была река Сестра.   
Его внук — коммерции советник и кавалер Александр Васильевич Ольхин (20.06.1770—24.08.1815), дед А. А. Ольхина, с 1792 года состоял в с.-петербургском купечестве. Был женат дважды.   
Первым браком, с 6 мая 1792 — на купеческой дочери Авдотье Мартыновой Глуховой. Их дети: Александр (9.04.1793—7.02.1812), Елена Малимонова (3.01.1796—ок. 12.01.1865), Илья (5.05.1797—1.05.1833), Николай (12.02.1799—5.12.1808), Михаил (20.07.1800—?), Иван (7.10.1801—не позднее июля 1827), Пётр (5.09.1805—не ранее 1847), Сергей (4.07.1807—13.11.1828).   
Отец незаконнорождённой дочери — Елизаветы, родившейся 28 апреля (10 мая) 1810, от его дворовой, вдовы Дарьи Семёновны. В том же — 1810, разведён по жалобе супруги на недостойное поведение и прелюбодеяние, указом Синода от 17.08.1810.   
С 8 (20) января 1811 вторым браком был женат на разведённой жене лютеранина, надворного советника Ивана Ивановича Плата, служившего в Экспедиции о государственных доходах, Елизавете Николаевне Плат, урождённой девице Авдеевой, дочери коллежского асессора Николая Истратовича Авдеева, в третьем браке — Кайдановой (1790—6.09.1861). Их дети: Александра (5.02.1811—2.01.1812), генерал-лейтенант Александр (20.06.1812—7.04.1873), надворный советник, камер-юнкер Николай (27.03.1814—5.12.1854), Александра Ростовцева (9.11.1815—14.10.1880).  

## Семья
Отец — поручик 3-й гвардейской и гренадерской артиллерийской бригады, а впоследствии генерал-лейтенант Главного артиллерийского управления, совещательный член Артиллерийского комитета Александр Александрович Ольхин (20 июня (2 июля) 1812—7 (19) сентября 1873). Мать — дворянка Мария Сергеевна Ольхина, урождённая Кусова (28 декабря 1817 (9 января 1818)—8 (21) июня 1910), дочь умершего потомственного дворянина Сергея Ивановича Кусова, а впоследствии начальница Мариинского института в Санкт-Петербурге. Венчались 13 (25) января 1839 в С.-Петербурге. Поручители по жениху: действительный статский советник Яков Кузьмич Кайданов, вице-директор Медицинского д-та Военного м-ва, член Медицинского совета М-ва внутренних дел и жена его, мать родная жениха, действительная статская советница Елизавета Николаевна Кайданова (1790—6.09.1861), в первом браке Плат, во втором браке Ольхина, в третьем браке Кайданова, урождённая девица Авдеева; по невесте: мать её родная, умершего потомственного дворянина Сергея Иванова Кусова, жена вдова Хиония Николаевна Кусова, урождённая Кувшинникова, и родной дядя, статский советник Николай Иванович Кусов. С. И. и Н. И. Кусовы были детьми Ивана Васильевича Кусова (07.01.1750—18.08.1819) — коммерции советника, заводчика.
Брат — Сергей Александрович Ольхин (13.01.1841—10.09.1916), окончил Александровский лицей с золотой медалью и правом на чин IX класса. Служил чиновником особых поручений VI класса Министерства финансов, затем чиновником особых поручений V класса при министре финансов, член совета министра финансов, член совета Императорского Александровского лицея, тайный советник, член различных комиссий и обществ от правительства. В 1861—1862 заведовал Самсониевской воскресной школой в С.-Петербурге, где преподавал и его старший брат — Александр. В 1860-х избирался почетным мировым судьей С.-Петербургского уезда, в 1890-х  — член Общества взаимного кредита с.-петербургского уездного земства, автор юридических изданий по деятельности земств. Похоронен 13 сентября 1916 в слободе Александровка (Мюллюнкюля) Белоостровской волости, Санкт-Петербургского уезда, на кладбище при церкви Святой Троицы в Александровке. Жена (брак с 16 сентября 1870) — Елена Петровна, урождённая Бекетова (?—3.11.1912), дочь отставного гвардии ротмистра, предводителя дворянства Саратовской губернии Петра Ивановича Бекетова и его жены Евдокии Ивановны Бекетовой, урождённой Бахметьевой. В браке имели шестнадцать детей, из них совершеннолетия достигли тринадцать: семь сыновей и шесть дочерей. Их дети: Александр (10.07.1871—не ранее 1935); Сергей (12.09.1872—11.08.1914); Мария Ростовцева (31.07.1873—24.05.1954); Елена Оппель (31.10.1874—07.03.1937); Людмила (1876—23.12.1882); Нина (25.08.1877—07.05.1886); Варвара (17.07.1880—март 1942, Ленинград); Борис (19.03.1882—14.03.1938); Ольга Иванова (7.05.1883—17.11.1967); Николай (1884—30.11.1885); Юрий, он же Георгий (19.03.1886—5.07.1930, Франция); Наталья (14.02.1888—февраль 1964, США); Владимир (4.03.1889—апрель 1942, Ленинград); Екатерина (20.12.1890—не позднее февраля 1982, США); Павел (4.12.1891—15.12.1942, Париж); Петр (23.03.1893—сент. 1919, Москва).  
Брат — Николай Александрович Ольхин (20.12.1841—18.11.1912), окончил Александровский лицей с правом на чин X класса. Служил по ведомству Министерства внутренних дел, советником С.-Петербургского губернского правления, затем — чиновником министерства, прикомандированным для занятий к Департаменту полиции исполнительной, статский советник; в 1870-х—1890-х избирался почётным мировым судьей по С.-Петербургскому уезду, с 1883 по 1895 год служил заседателем С.-Петербургской дворянской опеки. В 1870-х поддерживал революционное движение в России. Был холост.  
Сестра — Мария Александровна Ольхина (8.12.1844—6.10.1913), девица, педагог, пианистка-любительница, общественный деятель. Была «деятельной помощницей своей матери в Мариинском институте по передаче ее распоряжений». С 1875 по 1890 служила помощницей инспектора С.-Петербургской консерватории. Умерла в С.-Петербурге. Похоронена 9.10.1913 в слободе Александровка (Мюллюнкюля) Белоостровской волости, Санкт-Петербургского уезда, на кладбище при церкви Святой Троицы в Александровке. Её воспитанница (приёмная дочь) — Татьяна Андреевна Луговская, в замужестве Луговская-Дягилева (1876―1959), незаконнорождённая дочь умершей мещанки Христины Михайловой Луговской, в 1898 получила права личной почётной гражданки. Впоследствии стала известным живописцем и графиком. 
Сестра — Елизавета Александровна Ольхина (21.09.1848—8.05.1930, Каунас), девица, педагог, женщина-врач. Закончила Мариинский ин‑т со званием домашней учительницы в 1867, затем Женские врачебные курсы, с правом врачебной практики. Участвовала в Русско-турецкой войне (1877―1878). С 1886 практикующий женщина-врач, специалист по женским болезням; затем ассистент при частной хирургической лечебнице доктора медицины Гейера; в 1891—1898 годах преподавательница гигиены в учреждениях ведомства императрицы Марии. Награждена специальным знаком «Женщина―врач», светло-бронзовой медалью «В память русско-турецкой войны 1877—1878», почётным знаком отличия Российского Красного Креста «За Русско-турецкую войну 1877―1878».  
Сестра — Фаина Александровна Поленова (14.07.1853—1920), педагог, певица и пианистка, общественный деятель. Окончила Мариинский ин‑т со званием домашней учительницы. 25 мая 1880 окончила С.-Петербургскую консерваторию по классу пения у профессора К. Ф. Эврара (Эверарди) с дипломом на звание свободного художника. В 1892 брала уроки игры на фортепьяно у М. А. Балакирева. В 1909—1911 служила попечительницей елецкого Алексеевско-Воейковского земского училища. С 5 июня 1878 была замужем за родным братом художника Василия Дмитриевича Поленова — сенатором А. Д. Поленовым, известным юристом и экономистом, а также путешественником и автором статей о Кольском полуострове, одна из которых, о Терском береге, была опубликована в журнале «Записки русского географического общества». Владелец сельца Алексеевского-Воейкова Елецкого у. Орловской губ.  
Жена (брак с 1870) —  народная учительница Варвара Александровна Ольхина, урождённая Беклемишева (1850—1881), дочь могилевского губернатора, действительного статского советника А. П. Беклемишева. Умерла в городе Шадринске от тифа. Была погребена там же, на Воскресенском
кладбище. Вместе с мужем участвовала в революционной деятельности, вела агитацию
среди крестьян. Работала народной учительницей в школе в имении Ростовцевых
в Порховском уезде, Псковской губ. Родная сестра его супруги — Софья Беклемишева, была замужем за публицистом, мемуаристом, тайным советником и сенатором Е. М. Феоктистовым.
Их дети:
Дочь —  Любовь Александровна Недоброво (12.12.1874 или 13.12.1875—20.12.1924, Сан-Ремо, Италия). Ее портрет работы художника И. Э. Браза (1903) находится в Самарском областном художественном музее. В 1893 окончила Мариинский ин‑т. С началом Первой мировой войны, в 1915 отправилась на фронт в Сербию сестрой милосердия. В годы Гражданской войны вместе с мужем жила в Крыму. После смерти мужа, в 1920 эмигрировала в Италию. По ее завещанию рукописи и некоторые др. материалы мужа поступили в Русский заграничный исторический архив в Праге (в 1946 переданы в
СССР, хранятся в РГАЛИ). С 2 (15) ноября 1908 была замужем за Николаем Владимировичем Недоброво (1.09.1881—2.12.1919), сыном гвардии ротмистра Владимира Дмитриевича Недоброво. Окончил 3-ю мужскую харьковскую гимназию; в 1902 поступил на ист.-филол. ф‑т Харьковского ун‑та, в 1903 перевёлся на тот же ф‑т С.-Петербургского ун‑та, курс которого окончил в 1906 с дипломом 1-й степени. В 1908—1916 служил в канцелярии Государственной думы помощником делопроизводителя VIII класса, затем помощником делопроизводителя VII класса (12.12.1909), делопроизводителем. Утверждён в чине коллежского секретаря с 16 марта 1908, по диплому первой степени; титулярный советник с 16 марта 1911, коллежский асессор с 16 марта 1914, надворный советник с 16 марта 1915. Поэт и литератор, в 1913 организовал вместе с Ю. Н. Верховским, В. А. Пястом, А. Д. Скалдиным «Общество поэтов» — кружок поэтов всех направлений. Друг и исследователь творчества А. А. Ахматовой.